# Chen Ran
Dans ce nom, le nom de famille, Chen, précède le nom personnel.
Chen Ran, née en 1962 à Pékin, est une écrivaine chinoise.
Représentante du courant avant-gardiste, la majorité de ses œuvres, composées de romans et de nouvelles, paraissent dans les années 1990.

## Publications
- Trinquons avec le passé ((與往事乾杯; Yǔ wǎngshì gānbēi), 2001.
- Anecdote Potentielle (qianxing yishi)
- Debout, seule, en plein courant d’air (zhan zai wu ren de fengkou)
- La sorcière et la porte de ses rêves (wu nü yu ta de meng zhong zhi men)
- La maison troglodyte (kongdong zhi tuo)
- Neuf mois sans sortir pour la femme chauve (tutou nü zou bu chu lai de jiu yue)
- Naissance d’un homme creux (kong xin ren de dansheng)
- Vie Privée (私人生活; Sīrén shēnghuó), 1996.